# 借問站
借問站（英語：Information Station），是中華民國交通部觀光署（含前身交通部觀光局）「創新旅遊服務推廣計畫」合作商家服務旅客的單位，目的是協助旅客解決問題，以及提供諮詢服務。計畫自2014年底發起，截至2024年5月為止，全台灣共有615家借問站，範圍涵蓋觀光工廠、文創景點、地方店家、便利商店、旅宿業者等等，為第4層級旅遊服務據點。

## 歷史
2014年，交通部觀光局發起「借問站」創新旅遊服務推廣計畫，與各縣市政府、國家風景區管理處在各地設置借問站。2017年，高雄市政府觀光局將高雄市境內的「i問路旅遊諮詢站」全部改制為借問站。
2015年12月2日，觀光局表示，借問站是自由行旅人接觸在地文化的窗口，也是國際旅客認識台灣特色的開端。截至2024年5月，全台灣共有615家借問站。

## 資格
交通部觀光局要求借問站應設置標準識別招牌、入口明顯處張貼識別貼紙、設置借問地圖資訊看板、免費提供無線WiFi上網服務、提供無償諮詢服務及必須熟悉服務手冊內的資訊。但部分縣市會有額外的規定，例如苗栗縣規定借問站還需設置高度120公分的貓裏喵（苗栗縣吉祥物）站板，並且摺頁架也需要結合其元素。借問站的標準識別招牌為圓形，上面有黃底黑字的「i借問站」字樣。
借問站的範圍涵蓋臺北車站、部分捷運站、旅遊景點、遊客中心、便利商店、觀光工廠、旅宿業者、地方店家等，部分借問站提供雙語服務。

## 外部連結
- 借問站的官方網站[]